# Villanueva de Argaño
Villanueva de Argaño est une commune d'Espagne dans la communauté autonome de Castille-et-León, province de Burgos. Elle s'étend sur 7,921 km2 et comptait environ 110 habitants en 2011.